# Łuków Łapiguz
Łuków Łapiguz – stacja kolejowa w Łukowie (ul. Warszawska), w województwie lubelskim, w Polsce. Zatrzymują się tu pociągi Przewozów Regionalnych odjeżdżające do Terespola, Białej Podlaskiej, Międzyrzeca Podlaskiego, Łukowa, Ryk, Dęblina, Puław, Nałęczowa i Lublina.

## Ruch pasażerski
| Rok  | Wymiana pasażerska na dobę |
| ---- | -------------------------- |
| 2017 | 100–149                    |
| 2022 | 100–149                    |

W pobliżu stacji znajdują się przystanki PKS umożliwiające dojazd autobusem m.in. do Stoczka Łukowskiego, Żelechowa oraz Garwolina.

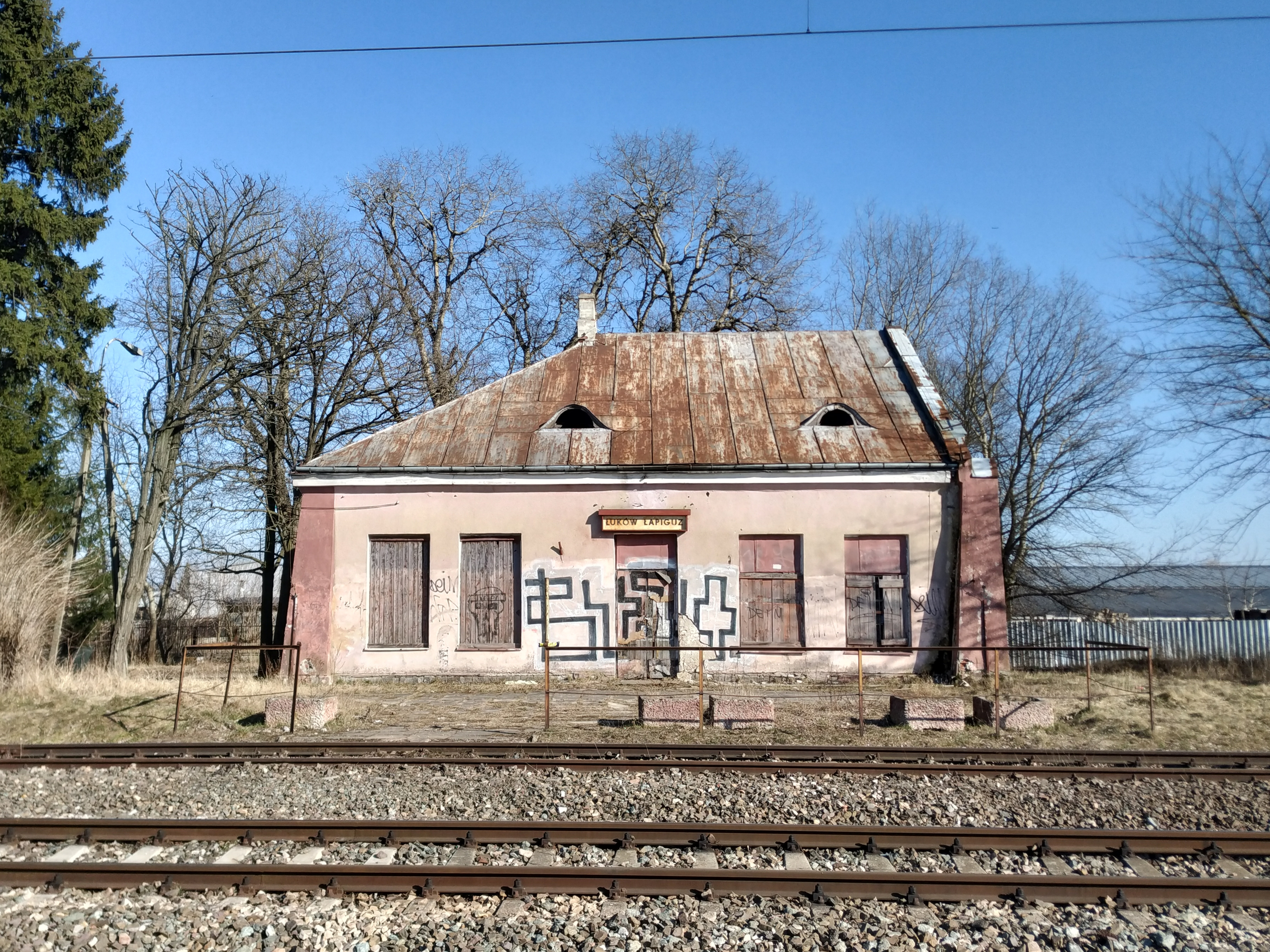
Budynek dawnego dworca kolejowego, obecnie zdewastowany, wpisany do wojewódzkiej ewidencji zabytków[3] (zbudowany między 1874 a 1877 r.[4])